# Liste von Persönlichkeiten aus Sagno
Diese Liste enthält in Sagno geborene Persönlichkeiten und solche, die in Sagno ihren Wirkungskreis hatten, ohne dort geboren zu sein. Die Liste erhebt keinen Anspruch auf Vollständigkeit.

## Persönlichkeiten
(Sortierung nach Geburtsjahr)
- Familie Fontana. [1]

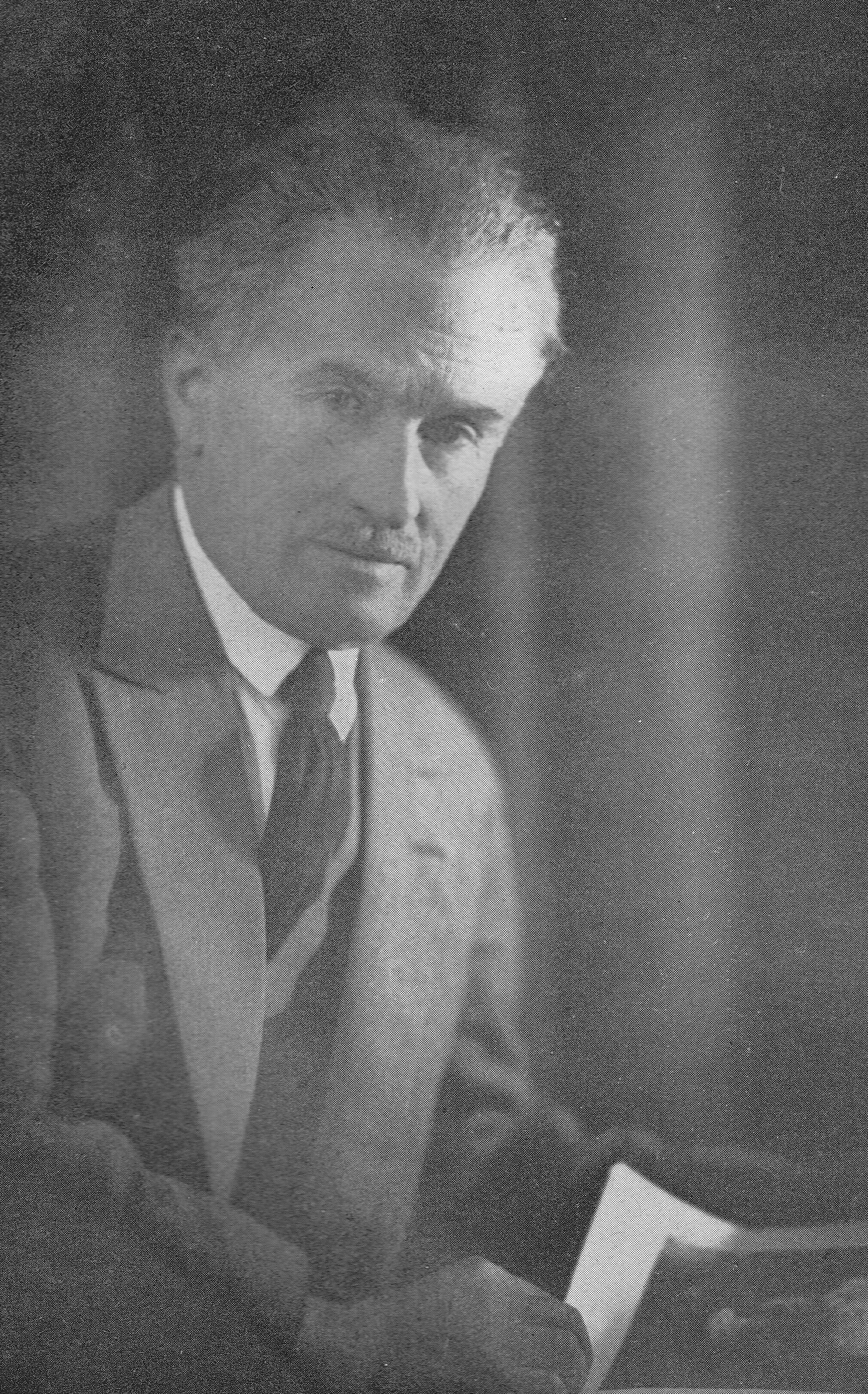
Francesco Chiesa

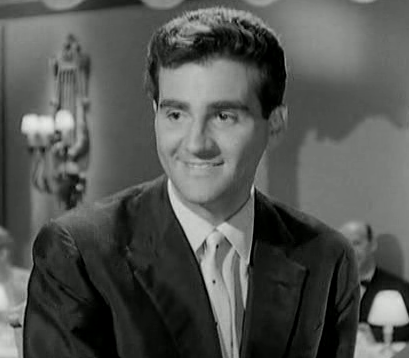
Teddy Reno in jungen Jahren

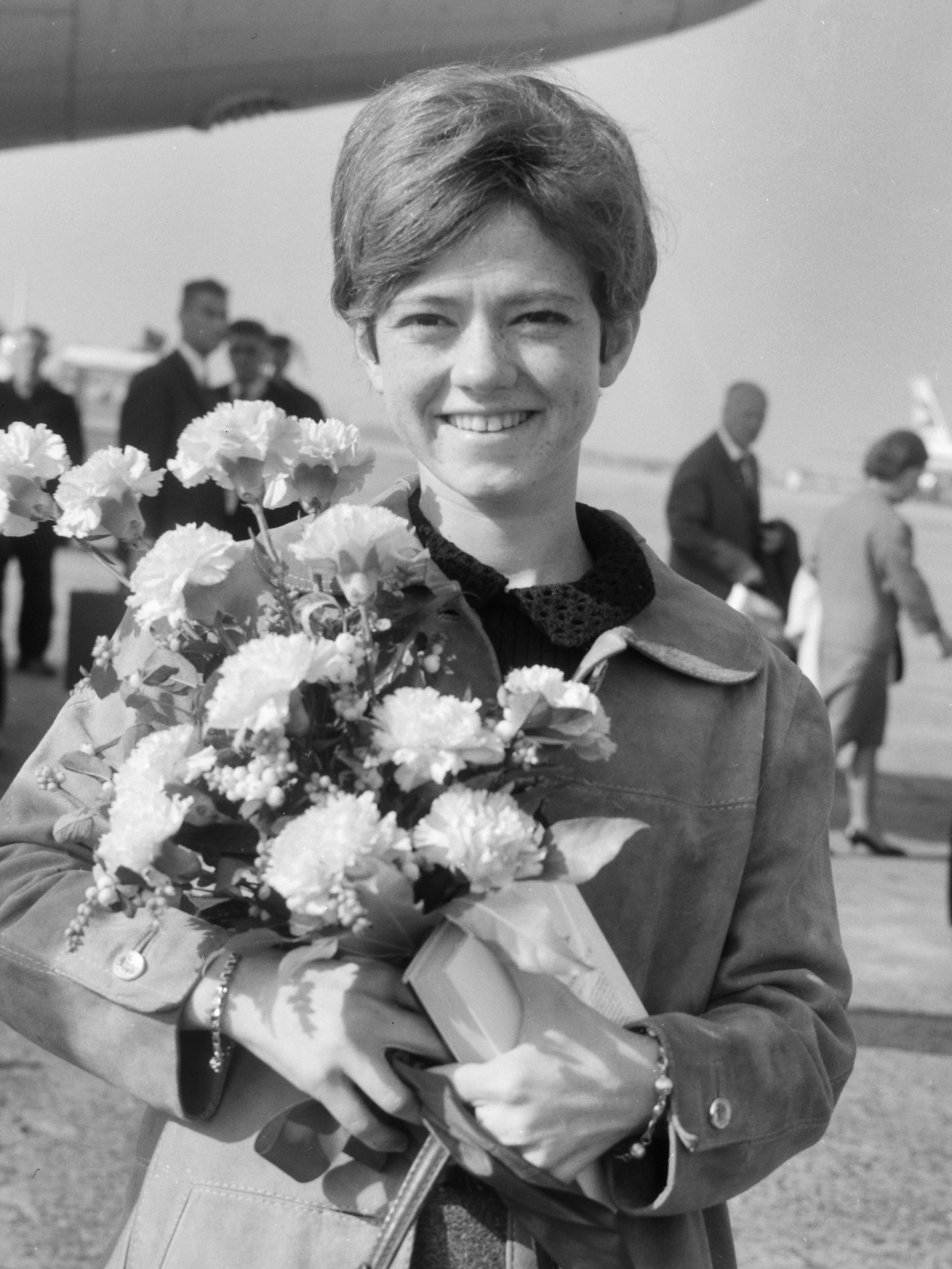
Rita Pavone (1965)

  - Giuseppe Fontana (* 1745 in Sagno; † nach 1802 in Rom), Zisterzienser, Abt des Klosters Santa Pudenziana in Rom 1786. Papst Pius VI. ernannte ihn zum Generalprokurator seines Ordens, welches Amt er bis 1802 innehatte[2][1]
  - Antonio Fontana (1784–1865), Abt und Pädagoge, Generaldirektor der lombardischen Gymnasien in Mailand
  - Pietro Fontana (* um 1800 in Sagno; † 1854 in Mendrisio), Priester, Propst der Stiftskirche Cosma und Damiano von Mendrisio 1837–1854, gestorben an der Cholera 1854[1]

- Familie Chiesa. [3]
  - Francesco Chiesa (* 1780 in Sagno; † um 1840 ebenda), Dekorationsmaler, arbeitete viel für die Familie Porro von Como und in verschiedenen Kirchen, und auch in Sagno[3]
  - Innocente Chiesa (* 11. August 1817 in Sagno; † 17. Dezember 1894 ebenda), Sohn des Francesco, Dekorationsmaler von Kirchen und Privathäusern hauptsächlich im Kanton Tessin und in der Lombardei arbeitete ebenfalls für die Familie Porro und in mehreren Kirchen der Provinzen Como und Mailand[4]
  - Francesco Chiesa (1871–1973), Rechtsanwalt, Schriftsteller und Dichter
  - Pietro Chiesa (* 29. Juli 1876 in Sagno; † 17. März 1959 in Sorengo), Bruder des Francesco, Kunstmaler, Zeichner, Maler, studierte an der Accademia di Belle Arti di Brera und stellte in München, Paris, Venedig aus. Er illustrierte die Calliope seines Bruders Francesco und die florentinische Ausgabe von Dante Alighieris Divina commedia. Seine Werke sind zerstreut in den Museen von Rom, Mailand, Venedig, Genf[3][5][6][7]

- Bartolomeo Ceppi alias Francesco Chiesa (* um 1690 in Sagno; † nach 1727 in Waldsassen ?), Stuckateur.[8]
- Raffaele Suà (* 1708 in Sagno; † 1766 ebenda), Bühnenbildner, Zeichner und Architekt, er arbeitete in Wien unter Giuseppe Galli da Bibiena und in Kanton Tessin.[9][10][11]
- Carlo Ponti (* 6. November 1820 in Sagno (heute Gemeinde Breggia TI); † 16. November 1893 in Venedig), Optiker und Fotograf, offizieller Fotograf von König Vittorio Emanuele II.[12]
- Erennio Spinelli (* 16. November 1846 in Sagno; † 20. April 1931 ebenda), Gemeindepräsident von Sagno, Grosser Rat (Tessin), Verfassungsrat und Nationalrat[13][14]
- Pietro Chiesa (1878–1959), Illustrator und Maler des Impressionismus
- Teddy Reno (* 1926), italienischer Schlagersänger und Schauspieler
- Gerardo Broggini (1926–2018), Jurist und Romanist
- Rita Pavone (* 1945), italienische Schlagersängerin
- Stefano Marelli (* 1970), Schriftsteller[15]